# Élections législatives portugaises de 2022
Les élections législatives portugaises de 2022 (en portugais : Eleições legislativas portuguesas de 2022) ont lieu le 30 janvier 2022 de manière anticipée, afin d'élire les 230 députés de la XVe législature de l'Assemblée de la République pour un mandat de quatre ans.
En principe prévu à l'automne 2023, le scrutin est anticipé après que le Bloc de gauche et la Coalition démocratique unitaire ont retiré leur soutien sans participation au deuxième gouvernement minoritaire du Premier ministre socialiste António Costa, causant le rejet de son projet de loi de finances pour 2022 au Parlement.
Les enquêtes d'opinion sont initialement favorables au Parti socialiste, mais elles indiquent au fur et à mesure de la campagne un rapprochement des intentions de vote avec le Parti social-démocrate. Le résultat, marqué par une nette hausse de la participation en dépit de la situation sanitaire, voit cependant le Parti socialiste remporter la majorité absolue des sièges pour la deuxième fois de son histoire. Le scrutin est en outre marqué par un net recul du Bloc de gauche et de la Coalition démocratique, tandis que le parti d'extrême droite Chega réalise une percée en obtenant la troisième place.

## Contexte

### Gouvernement minoritaire
Le Parti socialiste (PS) dirige le gouvernement depuis les élections législatives de 2015 avec le soutien du Bloc de gauche (BE) et de la Coalition démocratique unitaire (CDU). Cette coalition connue comme la « geringonça » entend revenir sur les années d’austérité imposées par la troïka (Banque centrale européenne, Commission européenne et Fonds monétaire international) après la crise financière de 2008, qui a abouti à un taux de chômage record, l'émigration de plus d’un demi-million de Portugais, la baisse des revenus des fonctionnaires et des retraités, et la hausse des impôts.
À l'issue des élections législatives d'octobre 2019, les partis de gauche et de centre gauche se trouvent considérablement renforcés : le Parti socialiste, à la tête d'un gouvernement minoritaire soutenu par le Bloc de gauche et la Coalition démocratique unitaire, remporte 22 sièges supplémentaires (pour un total de 108) et se rapproche de la majorité absolue. Le BE maintient ses 19 sièges, tandis que la CDU en perd cinq. Le PS n'a alors mathématiquement plus besoin du soutien automatique de ces deux partis, un seul d'entre eux s'avérant suffisant pour passer le seuil des 116 voix correspondant à une majorité absolue.
Dès lors, à défaut d'opter pour une reconduction du scénario ayant tenu sur la longueur de la XIIIe législature, le Premier ministre sortant et secrétaire général du PS, António Costa, fait le choix d'un gouvernement minoritaire simple, en comptant sur un soutien au cas par cas des bloquistes ou des communistes. Alors que le Bloc reprend son rôle originel d'opposant, la proximité du Parti communiste avec les socialistes est, au cours de la mandature, soulignée à plusieurs reprises,.

### Convocation anticipée
Le 27 octobre 2021, après plusieurs mois de négociation avec les partenaires d'extrême gauche du gouvernement, le projet de loi de finances pour 2022 est rejeté par l'Assemblée de la République par 117 votes contre, 108 votes pour et 5 abstentions. Bloquistes, communistes et écologistes se sont joints aux quatre partis de l'aile droite de l'hémicycle dans leur opposition, tandis que le Personnes–Animaux–Nature et les deux députées non-inscrites Joacine Katar Moreira et Cristina Rodrigues s'abstiennent. Le PSD avait initialement soutenu ce budget avant de se rétracter.
Dès lors, le président de la République Marcelo Rebelo de Sousa annonce souhaiter dissoudre le Parlement afin d'organiser des élections législatives anticipées en début d'année 2022, ce qu'il fait le 4 novembre suivant, appelant les électeurs aux urnes le 30 janvier.

### Contexte politique
Le Portugal est considéré comme le pays le plus stable d'Europe du Sud depuis la crise économique. C'est le seul pays où les deux plus grands partis traditionnels sont restés les deux seuls véritables concurrents aux élections, sans que de nouveaux partis n'émergent comme de réelles alternatives. La hausse de l'abstention, passée de 44,2 % en 2015 à 51,4 % en 2019, pourrait en partie expliquer pourquoi la déception des électeurs vis-à-vis des partis traditionnels ne s'est pas jusque-là traduit par une rupture du bipartisme.
Néanmoins, selon une source diplomatique à Lisbonne citée par le quotidien La Croix, le scrutin de 2022 est « l'un des plus incertains de l’histoire du Portugal, avec une crise de confiance dans les partis traditionnels et la montée des extrêmes ». Le parti Chega, issu d'une scission du PSD, est passé de 1,3 % des voix aux législatives de 2019 à 11,9 % à la présidentielle de 2021 ; bien que faisant notamment campagne sur des thématiques xénophobes, visant spécifiquement les Tsiganes, la formation d’extrême droite est parvenue à rassembler des électeurs contestataires de tous bords politiques.

## Système électoral
Le Portugal est doté d'un parlement monocaméral, l'Assemblée de la République, composé de 230 sièges pourvus pour quatre ans au scrutin proportionnel plurinominal à listes bloquées dans 22 circonscriptions électorales de 2 à 48 sièges. Après décompte des voix, la répartition des sièges se fait à la proportionnelle selon la méthode d'Hondt, sans seuil électoral prédéfini.
Dix-huit circonscriptions correspondent aux districts du Portugal et totalisent 215 sièges, répartis en proportion de leur population respective avec un maximum de 48 pour le district de la capitale Lisbonne. Les deux régions autonomes de Madère et des Açores élisent, quant à elles, six et cinq députés respectivement. Enfin, les Portugais de la diaspora disposent de quatre sièges, deux dans une circonscription « Europe » et deux autres dans une circonscription « Hors d'Europe ».

## Campagne électorale

### Calendrier
Compte tenu de la date du scrutin, fixée au 30 janvier 2022, les partis politiques doivent officialiser toutes éventuelles coalitions au plus tard le 19 décembre 2021, avant de soumettre la liste de leurs candidats pour chaque circonscription le lendemain.
La campagne officielle est ouverte le 16 janvier et se conclut le 28 janvier à 24h, avant-veille du tour unique de scrutin.
Pour les Portugais de l'étranger ayant choisi de voter par correspondance, les bulletins de vote leur sont envoyés par courrier à partir de la fin du mois de décembre.

### Listes

#### Partis représentés au Parlement
| Parti | Parti                                                  | Parti                                                  | Positionnement et idéologie                                      | Chef de file                                           | Résultats précédents | Résultats précédents | Sièges avant le scrutin |
| Parti | Parti                                                  | Parti                                                  | Positionnement et idéologie                                      | Chef de file                                           | %                    | Sièges               | Sièges avant le scrutin |
| ----- | ------------------------------------------------------ | ------------------------------------------------------ | ---------------------------------------------------------------- | ------------------------------------------------------ | -------------------- | -------------------- | ----------------------- |
|       | Parti socialiste                                       | PS                                                     | Centre gauche Social-démocratie                                  | António Costa                                          | 36,34                | 108 / 230            | 108 / 230               |
|       | Parti social-démocrate                                 | PPD/PSD                                                | Centre droit Libéral-conservatisme                               | Rui Rio                                                | 27,76                | 79 / 230             | 79 / 230                |
|       | Bloc de gauche                                         | BE                                                     | Extrême gauche à gauche Anticapitalisme, socialisme démocratique | Catarina Martins                                       | 9,52                 | 19 / 230             | 19 / 230                |
|       | Coalition démocratique unitaire                        | CDU                                                    | Extrême gauche Communisme, écosocialisme                         | Jerónimo de Sousa                                      | 6,33                 | 12 / 230             | 12 / 230                |
|       | CDS – Parti populaire                                  | CDS-PP                                                 | Droite Démocratie chrétienne, conservatisme                      | Francisco Rodrigues dos Santos                         | 4,22                 | 5 / 230              | 5 / 230                 |
|       | Personnes–Animaux–Nature                               | PAN                                                    | Centre gauche Animalisme, écologisme                             | Inês Sousa Real                                        | 3,32                 | 4 / 230              | 3 / 230                 |
|       | CHEGA                                                  | CH                                                     | Droite à extrême droite Populisme de droite, nationalisme        | André Ventura                                          | 1,29                 | 1 / 230              | 1 / 230                 |
|       | Initiative libérale                                    | IL                                                     | Centre droit à droite Libéralisme                                | João Cotrim Figueiredo                                 | 1,29                 | 1 / 230              | 1 / 230                 |
|       | Indépendants Joacine Katar Moreira, Cristina Rodrigues | Indépendants Joacine Katar Moreira, Cristina Rodrigues | Indépendants Joacine Katar Moreira, Cristina Rodrigues           | Indépendants Joacine Katar Moreira, Cristina Rodrigues | —                    | 0 / 230              | 2 / 230                 |

#### Partis extra-parlementaires
| Parti | Parti                                       | Parti     | Positionnement et idéologie                                  | Chef de file              | Résultats précédents | Résultats précédents |
| Parti | Parti                                       | Parti     | Positionnement et idéologie                                  | Chef de file              | %                    | Sièges               |
| ----- | ------------------------------------------- | --------- | ------------------------------------------------------------ | ------------------------- | -------------------- | -------------------- |
|       | LIBRE                                       | L         | Gauche à centre gauche Écosocialisme                         | Rui Tavares               | 1,09                 | 1 / 230              |
|       | Alliance                                    | A         | Centre droit Libéral-conservatisme                           | Jorge Nuno de Sá          | 0,77                 | 0 / 230              |
|       | Parti communiste des travailleurs portugais | PCTP/MRPP | Extrême gauche Marxisme, maoïsme                             | Cidália Guerreiro         | 0,69                 | 0 / 230              |
|       | Réagir, inclure, recycler                   | RIR       | Syncrétique Humanisme                                        | Vitorino Silva            | 0,67                 | 0 / 230              |
|       | Ergue-te                                    | E         | Extrême droite Nationalisme, anti-immigration                | José Pinto Coelho         | 0,33                 | 0 / 230              |
|       | Parti de la Terre                           | MPT       | Centre à centre droit Humanisme, éco-capitalisme             | Pedro Soares Pimenta      | 0,25                 | 0 / 230              |
|       | Nous, citoyens !                            | NC        | Centre droit Libéralisme, européisme                         | Joaquim Rocha Afonso      | 0,24                 | 0 / 230              |
|       | Alternative démocratique nationale          | ADN       | Centre Populisme, négationnisme sur la pandémie de Covid-19  | Bruno Fialho              | 0,22                 | 0 / 230              |
|       | Parti uni des retraités                     | PURP      | Divers Défense des retraités                                 | Fernando Loureiro         | 0,22                 | 0 / 230              |
|       | Ensemble pour le peuple                     | JPP       | Attrape-tout Libéralisme, régionalisme                       | Élvio Sousa               | 0,20                 | 0 / 230              |
|       | Parti populaire monarchiste                 | PPM       | Droite Monarchisme, traditionalisme                          | Gonçalo da Câmara Pereira | 0,16                 | 0 / 230              |
|       | Parti travailliste portugais                | PTP       | Gauche à centre gauche Socialisme démocratique, travaillisme | Amândio Madaleno          | 0,16                 | 0 / 230              |
|       | Mouvement Alternative socialiste            | MAS       | Extrême gauche à gauche Socialisme, trotskisme               | Renata Cambra             | 0,06                 | 0 / 230              |
|       | Volt Portugal                               | VP        | Syncrétique Fédéralisme européen                             | Tiago Matos Gomes         | Nv.                  | Nv.                  |

#### Alliances
Le Parti communiste portugais et le Parti écologiste « Les Verts » maintiennent une nouvelle fois leur alliance politico-électorale au sein de la Coalition démocratique unitaire, menée par Jerónimo de Sousa.
Dans la circonscription de Madère, une liste d'alliance est déposée par le Parti social-démocrate et le CDS – Parti populaire sous le nom de « Madère d'abord » (en portugais : Madeira Primeiro). Cette alliance est élargie au Parti populaire monarchiste dans la circonscription des Açores, sous l'appellation d'Alliance démocratique.

### Thèmes et sujets abordés
L'économie, et en particulier la question des salaires, est au cœur de la campagne. Avec un salaire minimum fixé à 705 euros et des accords de branche qui n'ont pas été révisés depuis des années, étant parfois même bloqués par le gouvernement, beaucoup de salariés ont le sentiment que l'amélioration de la situation économique profite essentiellement aux entreprises. Environ 30 % des travailleurs sont au salaire minimum, tandis que les prix de l’immobilier ont sensiblement augmenté en quelques années du fait du développement du tourisme et de la spéculation, ainsi que les prix de l’électricité et des biens de consommation. La question salariale a été la cause de la rupture entre le gouvernement social-libéral d'Antonio Costa, qui recherchait un équilibre entre orthodoxie budgétaire et récupération progressive des droits sociaux supprimés après la crise économique de 2008, et la gauche radicale, qui demandait des mesures plus significatives en matière d’investissement public et de progrès social. Le Parti communiste et le Bloc de gauche ont ainsi défendu pendant la campagne une revalorisation du salaire minimum, la gratuité universelle des places en crèche, plus de fonds alloués à la santé publique ou encore la régulation des loyers.
Le PSD (centre droit) défend une baisse de l'impôt sur les sociétés (de 21 % à 17 %), une augmentation du congé parental après le deuxième enfant, des baisses d'impôts sur les particuliers, une baisse de la TVA dans la restauration ou encore une réforme des retraites visant à prolonger la vie active. Il n'est pas favorable à l’augmentation du salaire minimum, estimant que les causes de la stagnation salariale au Portugal étaient dues aux taxes et au manque de productivité.

### Couverture médiatique

#### Débats
Préalablement au début de la campagne officielle, des débats bilatéraux entre têtes de liste sont organisés par les trois grands groupes télévisuels nationaux (RTP, SIC, TVI) quotidiennement du 2 au 15 janvier inclus ; ceux-ci réunissent les partis ayant obtenu une représentation lors du scrutin précédent, incluant ainsi le LIBRE. Ces débats sont retransmis suivant l'horaire alternativement sur les canaux généralistes desdits groupes ou sur leurs canaux d'information en continu.
La Coalition démocratique unitaire ne souhaitant pas participer aux débats bilatéraux non-retransmis sur les canaux généralistes, elle n'est alors impliquée que dans deux de ces premiers, contre le Parti socialiste (sur la TVI) et contre le Parti social-démocrate (sur la SIC). De même, son chef Jerónimo de Sousa devant subir une opération chirurgicale d'urgence le 13 janvier, celui-ci est remplacé lors des débats ultérieurs par João Oliveira, député d'Évora.
Le média Observador organise deux débats réunissant les têtes de liste locales des partis ayant obtenu une représentation parlementaire lors du dernier scrutin : ceux-ci ont lieu le 11 janvier pour la circonscription de Porto, puis le 14 janvier pour celle de Lisbonne. Les journaux LusoJornal et Portugal Post organisent, quant à eux, une série de débats entre candidats dans la circonscription Europe.
Deux débats sont organisés et diffusés par la RTP à l'ouverture de la campagne officielle en présence de tous les partis politiques : ceux-ci se tiennent le 17 janvier pour les partis ayant obtenu une représentation parlementaire lors du dernier scrutin, et le 18 janvier pour les partis extra-parlementaires.

#### Sondages
Le graphique qui aurait dû être présenté ici ne peut pas être affiché car il utilise l'ancienne extension Graph, désactivée pour des questions de sécurité. Des indications pour créer un nouveau graphique avec la nouvelle extension Chart sont disponibles ici.

Les sondages montrent une progression rapide du parti Chega à la suite des précédentes élections, tandis que le Bloc de gauche baisse progressivement vers 5 % des intentions de vote.
À partir de novembre 2021, l'Initiative libérale est en légère hausse et atteint 4 % des intentions de vote.
À l'approche du scrutin, les sondages montrent un rapprochement entre le PS et le PSD, qui dominent toujours le paysage politique.

## Résultats

### Participation
| Taux de participation | En 2019 | En 2022 | Différence |
| --------------------- | ------- | ------- | ---------- |
| à 12 heures           | 18,83 % | 23,27 % | 4,44       |
| à 16 heures           | 38,59 % | 45,66 % | 7,07       |
| à 19 heures           | 48,57 % | 57,96 % | 9,39       |

### Nationaux
|                        |                                                         |            |       |      |        |               |  |  |  |  |  |  |  |  |
| Parti                  | Parti                                                   | Voix       | %     | +/-  | Sièges | +/-           |  |  |  |  |  |  |  |  |
|                        | Parti socialiste (PS)                                   | 2 302 601  | 42,50 | 4,30 | 120    | 12            |  |  |  |  |  |  |  |  |
|                        | Parti social-démocrate (PPD/PSD)                        | 1 539 415  | 28,41 | 0,78 | 72     | 7             |  |  |  |  |  |  |  |  |
|                        | CHEGA (CH)                                              | 399 659    | 7,38  | 6,03 | 12     | 11            |  |  |  |  |  |  |  |  |
|                        | Initiative libérale (IL)                                | 273 687    | 5,05  | 3,70 | 8      | 7             |  |  |  |  |  |  |  |  |
|                        | Bloc de gauche (BE)                                     | 244 603    | 4,52  | 5,49 | 5      | 14            |  |  |  |  |  |  |  |  |
|                        | Coalition démocratique unitaire (CDU)                   | 238 920    | 4,41  | 2,25 | 6      | 6             |  |  |  |  |  |  |  |  |
|                        | CDS – Parti populaire (CDS-PP)                          | 89 181     | 1,65  | 2,79 | 0      | 5             |  |  |  |  |  |  |  |  |
|                        | Personnes–Animaux–Nature (PAN)                          | 88 152     | 1,63  | 1,86 | 1      | 3             |  |  |  |  |  |  |  |  |
|                        | LIBRE (L)                                               | 71 232     | 1,31  | 0,17 | 1      | en stagnation |  |  |  |  |  |  |  |  |
|                        | Madère d'abord (PPD/PSD.CDS-PP)                         | 50 636     | 0,93  | Nv.  | 3      | 3             |  |  |  |  |  |  |  |  |
|                        | Alliance démocratique (AD)                              | 28 330     | 0,52  | Nv.  | 2      | 2             |  |  |  |  |  |  |  |  |
|                        | Réagir, inclure, recycler (RIR)                         | 23 233     | 0,43  | 0,28 | 0      | en stagnation |  |  |  |  |  |  |  |  |
|                        | Parti communiste des travailleurs portugais (PCTP/MRPP) | 11 265     | 0,21  | 0,51 | 0      | en stagnation |  |  |  |  |  |  |  |  |
|                        | Alternative démocratique nationale (ADN)                | 10 874     | 0,20  | 0,03 | 0      | en stagnation |  |  |  |  |  |  |  |  |
|                        | Ensemble pour le peuple (JPP)                           | 10 786     | 0,20  | 0,01 | 0      | en stagnation |  |  |  |  |  |  |  |  |
|                        | Parti de la Terre (MPT)                                 | 7 561      | 0,14  | 0,12 | 0      | en stagnation |  |  |  |  |  |  |  |  |
|                        | Volt Portugal (VP)                                      | 6 240      | 0,12  | Nv.  | 0      | en stagnation |  |  |  |  |  |  |  |  |
|                        | Mouvement Alternative socialiste (MAS)                  | 6 157      | 0,11  | 0,04 | 0      | en stagnation |  |  |  |  |  |  |  |  |
|                        | Ergue-te (E)                                            | 5 043      | 0,09  | 0,25 | 0      | en stagnation |  |  |  |  |  |  |  |  |
|                        | Nous, citoyens ! (NC)                                   | 3 880      | 0,07  | 0,18 | 0      | en stagnation |  |  |  |  |  |  |  |  |
|                        | Parti travailliste portugais (PTP)                      | 3 533      | 0,07  | 0,10 | 0      | en stagnation |  |  |  |  |  |  |  |  |
|                        | Alliance (A)                                            | 2 467      | 0,05  | 0,76 | 0      | en stagnation |  |  |  |  |  |  |  |  |
|                        | Parti populaire monarchiste (PPM)                       | 260        | 0,00  | 0,17 | 0      | en stagnation |  |  |  |  |  |  |  |  |
|                        |                                                         |            |       |      |        |               |  |  |  |  |  |  |  |  |
| Suffrages exprimés     | Suffrages exprimés                                      | 5 417 715  | 97,37 |      |        |               |  |  |  |  |  |  |  |  |
| Votes blancs           | Votes blancs                                            | 63 103     | 1,13  |      |        |               |  |  |  |  |  |  |  |  |
| Votes invalides        | Votes invalides                                         | 83 721     | 1,50  |      |        |               |  |  |  |  |  |  |  |  |
| Total                  | Total                                                   | 5 564 539  | 100   | –    | 230    | en stagnation |  |  |  |  |  |  |  |  |
| Abstentions            | Abstentions                                             | 5 248 707  | 48,54 |      |        |               |  |  |  |  |  |  |  |  |
| Inscrits/Participation | Inscrits/Participation                                  | 10 813 246 | 51,46 |      |        |               |  |  |  |  |  |  |  |  |

### Par circonscription

#### Résumé
| Circonscription  | PS    | PS   | PSD   | PSD  | CH    | CH   | IL   | IL   | BE   | BE   | CDU   | CDU  | CDS-PP | CDS-PP | PAN  | PAN  | L    | L    | Autres | Total Sièges | Total Sièges |
| ---------------- | ----- | ---- | ----- | ---- | ----- | ---- | ---- | ---- | ---- | ---- | ----- | ---- | ------ | ------ | ---- | ---- | ---- | ---- | ------ | ------------ | ------------ |
| Circonscription  |       |      |       |      |       |      |      |      |      |      |       |      |        |        |      |      |      |      | Autres | Total Sièges | Total Sièges |
| Circonscription  | %     | Élus | %     | Élus | %     | Élus | %    | Élus | %    | Élus | %     | Élus | %      | Élus   | %    | Élus | %    | Élus | %      | Total Sièges | Total Sièges |
| Aveiro           | 40,43 | 8    | 36,51 | 7    | 5,77  | 1    | 4,57 | —    | 4,68 | —    | 1,84  | —    | 2,51   | —      | 1,29 | —    | 0,81 | —    | 1,58   | 16           |              |
| Beja             | 44,66 | 2    | 16,28 | —    | 10,48 | —    | 2,10 | —    | 3,80 | —    | 18,82 | 1    | 0,78   | —      | 0,90 | —    | 0,74 | —    | 1,44   | 3            |              |
| Braga            | 42,90 | 9    | 35,50 | 8    | 5,93  | 1    | 4,42 | 1    | 3,83 | —    | 2,69  | —    | 1,70   | —      | 1,22 | —    | 0,81 | —    | 1,00   | 19           |              |
| Bragance         | 41,17 | 2    | 41,15 | 1    | 8,71  | —    | 1,63 | —    | 2,13 | —    | 1,39  | —    | 2,13   | —      | 0,62 | —    | 0,35 | —    | 0,72   | 3            |              |
| Castelo Branco   | 48,81 | 3    | 28,07 | 1    | 8,51  | —    | 2,61 | —    | 4,35 | —    | 2,98  | —    | 1,61   | —      | 1,00 | —    | 0,83 | —    | 1,23   | 4            |              |
| Coimbra          | 46,41 | 6    | 29,95 | 3    | 6,29  | —    | 3,72 | —    | 5,19 | —    | 3,47  | —    | 1,55   | —      | 1,23 | —    | 1,05 | —    | 1,14   | 9            |              |
| Évora            | 44,73 | 2    | 21,80 | 1    | 9,31  | —    | 2,51 | —    | 3,39 | —    | 14,82 | —    | 1,16   | —      | 0,86 | —    | 0,64 | —    | 0,78   | 3            |              |
| Faro             | 40,80 | 5    | 24,91 | 3    | 12,59 | 1    | 4,75 | —    | 5,88 | —    | 4,92  | —    | 1,11   | —      | 2,21 | —    | 1,11 | —    | 1,72   | 9            |              |
| Guarda           | 46,16 | 2    | 34,27 | 1    | 8,12  | —    | 1,98 | —    | 3,14 | —    | 1,81  | —    | 2,27   | —      | 0,67 | —    | 0,55 | —    | 1,03   | 3            |              |
| Leiria           | 36,73 | 5    | 35,68 | 4    | 8,25  | 1    | 5,41 | —    | 4,67 | —    | 3,20  | —    | 2,11   | —      | 1,35 | —    | 1,08 | —    | 1,52   | 10           |              |
| Lisbonne         | 41,60 | 21   | 24,60 | 13   | 7,92  | 4    | 8,06 | 4    | 4,81 | 2    | 5,16  | 2    | 1,68   | —      | 2,03 | 1    | 2,49 | 1    | 1,65   | 48           |              |
| Portalegre       | 48,18 | 2    | 23,70 | —    | 11,70 | —    | 2,13 | —    | 2,95 | —    | 7,73  | —    | 1,21   | —      | 0,66 | —    | 0,56 | —    | 1,18   | 2            |              |
| Porto            | 43,34 | 19   | 32,94 | 14   | 4,45  | 2    | 5,21 | 2    | 4,88 | 2    | 3,34  | 1    | 1,48   | —      | 1,73 | —    | 1,18 | —    | 1,45   | 40           |              |
| Santarém         | 42,17 | 5    | 27,43 | 3    | 11,16 | 1    | 3,85 | —    | 4,69 | —    | 5,56  | —    | 1,94   | —      | 1,18 | —    | 0,91 | —    | 1,11   | 9            |              |
| Setúbal          | 46,57 | 10   | 16,44 | 3    | 9,21  | 1    | 5,22 | 1    | 5,86 | 1    | 10,24 | 2    | 1,14   | —      | 2,03 | —    | 1,44 | —    | 1,85   | 18           |              |
| Viana do Castelo | 43,01 | 3    | 34,95 | 3    | 6,20  | —    | 2,94 | —    | 3,56 | —    | 3,07  | —    | 3,44   | —      | 1,01 | —    | 0,74 | —    | 1,08   | 6            |              |
| Vila Real        | 42,10 | 3    | 40,79 | 2    | 7,33  | —    | 1,84 | —    | 2,36 | —    | 1,72  | —    | 1,61   | —      | 0,79 | —    | 0,55 | —    | 0,91   | 5            |              |
| Viseu            | 42,48 | 4    | 37,63 | 4    | 7,97  | —    | 2,59 | —    | 2,89 | —    | 1,65  | —    | 2,10   | —      | 0,93 | —    | 0,65 | —    | 1,11   | 8            |              |
| Açores           | 44,37 | 3    | 35,07 | 2    | 6,18  | —    | 4,29 | —    | 4,47 | —    | 1,55  | —    | [ e ]  | [ e ]  | 1,43 | —    | 0,94 | —    | 1,70   | 5            |              |
| Madère           | 32,26 | 3    | 40,82 | 3    | 6,23  | —    | 3,42 | —    | 3,32 | —    | 2,08  | —    | [ c ]  | [ c ]  | 1,68 | —    | 0,74 | —    | 9,45   | 6            |              |
| Europe           | 47,54 | 2    | 21,61 | —    | 10,22 | —    | 3,56 | —    | 3,49 | —    | 1,86  | —    | 1,52   | —      | 3,89 | —    | 2,09 | —    | 4,22   | 2            |              |
| Hors d'Europe    | 30,75 | 1    | 38,58 | 1    | 9,87  | —    | 3,63 | —    | 2,74 | —    | 1,46  | —    | 2,22   | —      | 4,69 | —    | 1,03 | —    | 5,03   | 2            |              |
|                  |       |      |       |      |       |      |      |      |      |      |       |      |        |        |      |      |      |      |        |              |              |
| Total            | 42,50 | 120  | 29,87 | 77   | 7,38  | 12   | 5,05 | 8    | 4,52 | 5    | 4,41  | 6    | 1,65   | 0      | 1,63 | 1    | 1,31 | 1    | 1,68   | 230          |              |

### Annulation partielle du scrutin
Le 10 février 2022, 157 000 bulletins de vote des expatriés sont annulés dans la circonscription Europe, car ils n'étaient pas accompagnés d'une copie de carte d'identité du votant. Les partis avaient initialement accepté que de tels votes soient décomptés, l'illégalité d'un vote sans carte d'identité étant alors un problème connu mais tacitement toléré, avant que le Parti social-démocrate ne change finalement d'avis. Saisi par quatre formations politiques, le Tribunal constitutionnel ordonne à l'unanimité le 15 février suivant la répétition du scrutin dans la circonscription, considérant que l'annulation a également porté sur des bulletins valablement émis, faute de pouvoir les distinguer à l'ouverture des urnes. La commission nationale des élections indique le lendemain de la décision que le scrutin sera organisé les 12 et 13 mars, ce qui conduira à la proclamation définitive des résultats le 23 mars, sauf recours.

## Analyse
Le résultat constitue une victoire pour António Costa, qui remporte son pari de conquérir la majorité absolue, en dépit des sondages qui l'annonçaient au coude-à-coude avec Rui Rio. Selon la politiste Patricia Lisa, citée par le journal Le Monde, les mauvais résultats du Parti social-démocrate et des partis de la gauche alternative s'expliquent par un vote-sanction contre ceux jugés responsables de la tenue de ces élections. Les contre-performances du Bloc de gauche et de la Coalition démocratique unitaire favorisent la percée du parti d'extrême droite Chega, qui se hisse à la troisième place des forces politiques. Après José Sócrates en 2005, c'est seulement la seconde fois que le PS s'adjuge plus de la moitié des sièges, dans un système politique fondé sur la proportionnelle, ce qui accorde peu souvent une aussi nette victoire au parti arrivé en tête. Le Premier ministre obtient une nouvelle fois un résultat supérieur au scrutin précédent, répétant sa trajectoire électorale à la mairie de Lisbonne.
Obtenant la majorité absolue en sièges avant même le décompte des votes des expatriés, le Parti socialiste réalise toutefois le quatrième meilleur résultat de son histoire en suffrages. Il surpasse le nombre de voix obtenues lors des deux précédents scrutins et obtient sa deuxième plus importante représentation parlementaire. En stagnation, le Parti social-démocrate réalise lui sa quatrième plus mauvaise performance. L'écart entre les deux partis est ainsi de 668 000 voix, le second plus important après celui enregistré au scrutin de 2005, lors duquel le PPD/PSD avait conquis davantage de suffrages. Le total des voix des deux principaux partis du pays est par ailleurs le quatrième plus faible depuis la révolution des Œillets.
Chega obtient un résultat supérieur à celui de chacun des deux partis de la gauche radicale lors du précédent scrutin, faisant élire au moins un parlementaire dans huit circonscriptions distinctes. En revanche, son total de voix est inférieur de 111 000 à celui recueilli par André Ventura lors de l'élection présidentielle de janvier 2021. Le Bloc de gauche retrouve son niveau de 2011 et la Coalition démocratique unitaire enregistre le pire résultat de son histoire. De même, le CDS – Parti populaire disparaît de l'Assemblée de la République, dix ans après avoir réalisé son deuxième meilleur résultat. La place de quatrième force parlementaire est prise par l'Initiative libérale, qui obtient plus de voix et de députés que le CDS en 2019.
Prise dans son ensemble, la droite s'améliore de plus de 548 000 voix grâce aux fortes progressions de Chega et de l'Initiative libérale. Si la gauche perd seulement 36 000 suffrages, elle recule plus nettement en sièges avec une dizaine de députés en moins.
La XVe législature issue de ce scrutin sera la plus longue de l'histoire post-salazariste si elle est poursuivie jusqu'à son terme : en effet, la Constitution indique que la mandature de l'Assemblée de la République dure quatre sessions législatives d'un an, mais si des élections ont lieu au cours d'une session législative, celle-ci doit être terminée par les nouveaux députés et vient s'ajouter aux quatre sessions de la législature. En conséquence, les parlementaires assermentés en février 2022 siégeront jusqu'en octobre 2026, soit quatre ans et huit mois. Au cas où il se maintiendrait au pouvoir tout au long de ce mandat, António Costa pourrait battre le record de longévité au pouvoir avec dix ans et onze mois, soit une année de plus que le Premier ministre le plus durable jusqu'à présent, Aníbal Cavaco Silva.

## Formation du gouvernement
Au lendemain du scrutin, le président de la République Marcelo Rebelo de Sousa indique avoir l'intention de mener dès les 1er et 2 février les consultations avec les forces politiques disposant d'une représentation parlementaire, prévues par la Constitution, préalables à la désignation du formateur (indigitação) du XXIIIe gouvernement constitutionnel. En raison de la majorité absolue remportée par le PS, ces entretiens relèvent de la pure formalité.
Le cabinet du Premier ministre annonce le 1er février qu'António Costa souhaite présenter son nouvel exécutif à Marcelo Rebelo de Sousa dans la semaine qui suit le 20 février. Le chef de l'État fait savoir le lendemain, à l'issue de ses consultations avec les forces politiques parlementaires, qu'il chargera António Costa de former le prochain exécutif une fois dépouillés les votes des expatriés. En raison de l'annulation du scrutin dans la circonscription Europe, la prise de fonction du nouvel exécutif est repoussée de plusieurs semaines.
Le troisième gouvernement Costa prête finalement serment devant le président de la République le 30 mars. Le 8 avril, après qu'António Costa a exposé son programme, seul le parti Chega dépose une motion de rejet, qui est rejetée par une majorité de parlementaires, seul Chega votant contre tandis que le Parti social-démocrate et l'Initiative libérale s'abstiennent.